# Stimmhafter velarer Plosiv
Der stimmhafte velare Plosiv (ein stimmhafter, am hinteren Zungenrücken gebildeter Verschlusslaut) hat in verschiedenen Sprachen folgende lautliche und orthographische Realisierungen:
- Deutsch [⁠ɡ⁠]: G, g
- Englisch [⁠ɡ⁠]: G, g
- Französisch [⁠ɡ⁠]: G, g vor a, o, u und Konsonant (außer gn).
  - Beispiele: gaspiller, „verschwenden“ [ɡaspiˈje], grave, „schwer“ [ɡʀav], vague, „Welle“ [vaɡ]
- Italienisch [⁠ɡ⁠]: G, g vor a, o, u und Konsonant (außer gn und gl).
  - Beispiele: gamba, „Bein“ [ˈɡamba], spaghetti, „Spaghetti“ [spaˈɡetːi]
- Russisch: Г, г
- Spanisch: Entspricht g in den Kombinationen ga, go, gu, gue und gui im absoluten Anlaut oder nach einem Nasal (an anderen Stellen stimmhafter velarer Frikativ).
  - Beispiele: gato, „Katze“ [ˈɡato], manga, „Ärmel“ [ˈmaŋɡa]

Das verwendete IPA-Zeichen (Unicode U+0261 LATIN SMALL LETTER SCRIPT G) unterscheidet sich vom „normalen“ Kleinbuchstaben g (Unicode U+0067 LATIN SMALL LETTER G) insofern, als der normale Kleinbuchstabe abhängig von der Schriftart durch eine Glyphe der Form  mit offener Unterlänge oder  mit geschlossener Unterlänge dargestellt werden kann. Das IPA-Zeichen erscheint stets in der ersten Form.